# ديزموند هوغن
ديزموند هوغن (بالإنجليزية: Desmond Hogan)‏ هو كاتب مسرحي وكاتب أيرلندي، ولد في 10 ديسمبر 1950 في بالينسلو ‏ في جمهورية أيرلندا.